# Espenel
Espenel è un comune francese di 127 abitanti situato nel dipartimento della Drôme della regione dell'Alvernia-Rodano-Alpi.

## Storia
Il 23 giugno del 1940, nel corso della seconda guerra mondiale, gli abitanti di Espenel fecero saltare il ponte cittadino per rallentare l'avanzata delle truppe tedesche. Il 21 luglio 1944 e nei giorni successivi i nazisti distrussero il paese come rappresaglia contro l'appoggio dato dalla popolazione alla Resistenza.

### Simboli
Lo stemma comunale riprende quello della famiglia Darbon, unitasi nel XVII secolo ai signori d'Espenel, il cui blasone invece della sbarra recava una banda caricata di tre talpe (darbon significa "talpa" in occitano).

## Società

### Evoluzione demografica
Abitanti censiti